# Марта Манге
Марта Манге  (ісп. Marta Mangué, 23 квітня 1983) — іспанська гандболістка, олімпійська медалістка. Виступає за команду Bourg-de-Péage Drôme Handball та національну збірну Іспанії.

## Виступи на Олімпіадах
| Олімпіада   | Дисципліна | Місце |
| ----------- | ---------- | ----- |
| Афіни 2004  | гандбол    | 6     |
| Лондон 2012 | гандбол    | 3     |

## Особисте життя
Марта Манге є відкритою бісексуалкою. У вересні 2016 року вона стала матір'ю після того, як її партнерка народила дитину.